# Limfokin
Limfokini su citokini koje proizvode imunske ćelije poznate kao limfociti. Oni su proteinski medijatori koje tipično proizvode T ćelije, čime one usmeravaju odgovor imunskog sistema putem interćelijske signalizacije. Limfokini imaju brojene uloge, u koje se ubrajaja privlačenje drugih imunskih ćelija, kao što su makrofage i drugi limfociti, ka mestu infekcije, kao i njihova naknadna aktivacija kojom se pripremaju za imunski odgovor. Limfociti u cirkulaciji mogu da detektuju veoma male koncentracije limfokina i da se kreću u smeru koncentracionog gradijenta prema mestu gde je imunski odgovor neophodan. Limfokini pomažu B ćelijama da proizvedu antitela.
Važni limfokini koje luče T pomoćne ćelije su:
- Interleukin 2
- Interleukin 3
- Interleukin 4
- Interleukin 5
- Interleukin 6
- Granulocit-makrofagna kolonija-stimulišući faktor
- Interferon-gama

## Literatura
1. ↑  Thomas J. Kindt; Richard A. Goldsby; Barbara Anne Osborne; Janis Kuby (2006). Kuby Immunology (6 изд.). New York: W H Freeman and company. ISBN 1429202114.
2. ↑  Mire-Sluis, Anthony R.; Thorpe, Robin, ур. (1998). Cytokines (Handbook of Immunopharmacology). Boston: Academic Press. ISBN 0-12-498340-5.
3. ↑  Guyton, AC; Hall, JE (2006). Medical Physiology (11. изд.). Elsevier Saunders. стр. 447.

## Spoljašnje veze
- Lymphokines на 
- lymphokine u rečniku